# Несвижский театр Радзивиллов

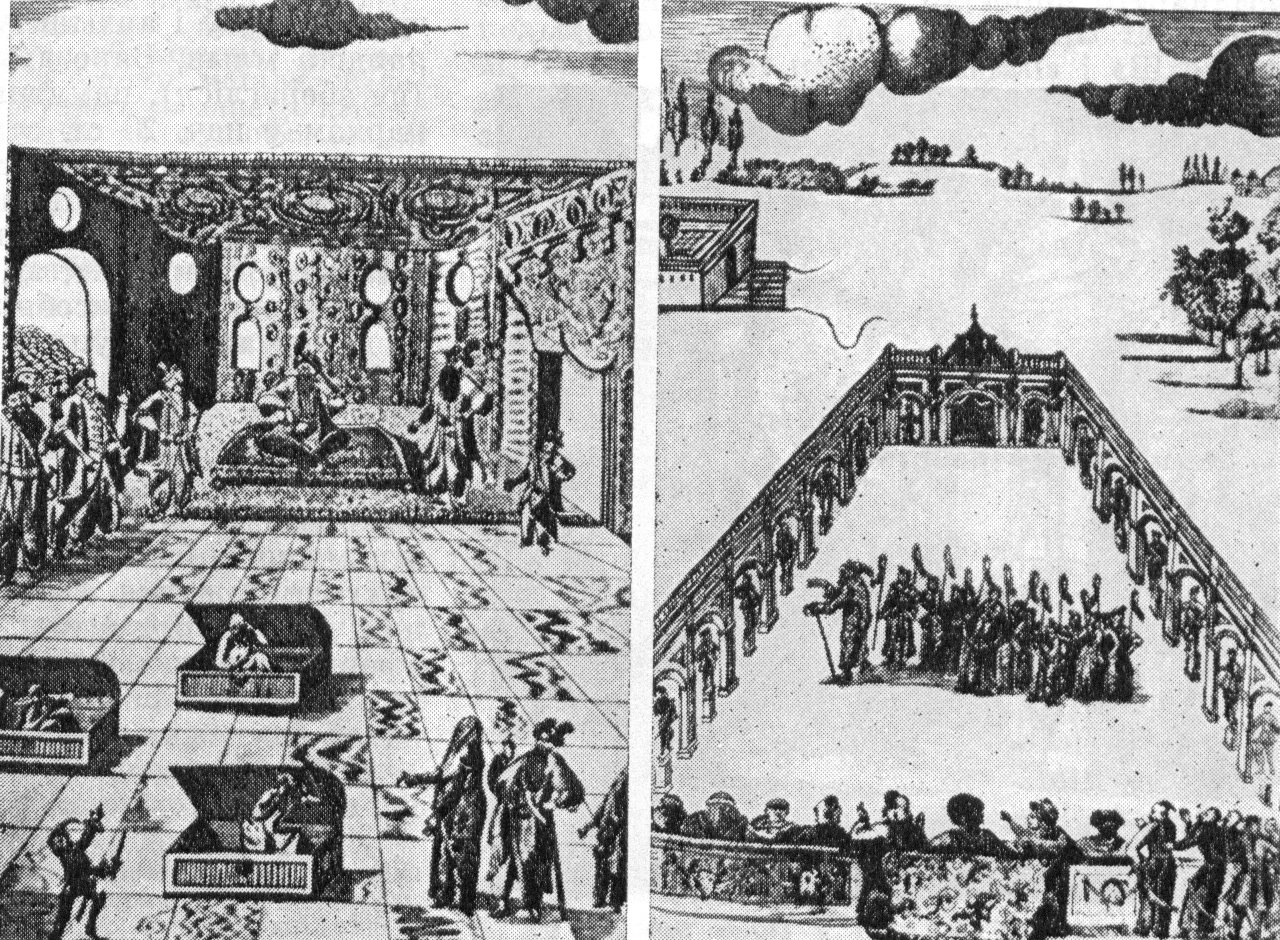
Декорации театра

Несвижский театр Радзивиллов, Несвижский крепостной театр —  крепостной театр князей Радзивиллов, действовавших в Несвиже в 1740—1791 годах. С 1746 года театр управлялся княгиней Франциской Урсулой Радзивилл и функционировал как любительский: в спектаклях наряду с крепостными принимали участие члены княжеского рода, дворянство, кадеты несвижского корпуса, наемные актеры (первый спектакль — «Пример справедливости»).

## Сценические площадки
Представления в сопровождении Несвижской капеллы Радзивиллов проходили в замке «Комедихаус» (перестроен в 1748 году архитектором К. Жданович ), в пригороде Несвижа Альбе, в открытом «зеленом театре» и во дворце «Консоляция», не сохранившемся до наших дней.
Одной из таких театральных сцен Несвижского замка, так называемого «Во рву на валу», была полукруглая площадка, организованная на бастионе, расположенном между Замковым озером и оборонительным рвом замка. Судя по дате первой постановки, она была организована в 1747 году. Зрители располагались на замковом валу и на балконе трехэтажного корпуса. Фоном спектаклям служили гладь озера и вид города на дальнем плане. По периметру сцены, вероятно, стояли скульптуры муз искусства — Каллиопы, Эвтерпы, Мельпомены, Терпсихоры, Талии, Эраты, Полигимнии, Клио, Урании, которые чередовались с другими сценическими декорациями. Во всяком случае, до наших дней вдоль дорожки на бастионе сохранилось 16 круглых каменных постаментов для скульптур  .
Театр ездил в Слуцк (между 1755 и 1759), Белую (1753, 1761), Жолкву (1753), Олыку (1753), в 1755 работал в здании «нового театра».
В Несвижском театре Радзивиллов использовалось несколько видов декораций (объемные павильоны из зеленых корзин, симультанные декораций ).

## Труппа и руководство
С 1746 года режиссёром Радзивиловского театра был Ю. П. Фричинский, балетмейстером — австриец Шретер  (с 1746) и француз Л. Матьё  (с 1750), капельмейстером были Ян Ценцилович (крепостной Радзивиллов, который учился за рубежом) и Е. Баканович.
В 1753—1762 годах князь Михал Казимир Радзивилл Рыбонька придал театру профессиональный характер — пополнил крепостную труппу актерами, создал театральную (музыкальные, вокальные классы) и балетные школы и оркестры: народных инструментов («литовская музыка»), роговые и военные («янычары»).
При князе Карле Станиславе Радзивилле "Пане Коханку" (1762—1764, 1777—1786) в театре работала труппа драматических актеров (с 1783 года — режиссер Л. Пережинский, актеры К. Аусинский, В. Ясинский, С. Закжевский и другие), группа итальянских певцов и балета (более 20 крепостных танцоров), хореограф с 1750 — Луи Дюпре, с 1761 — итальянец А. Путини, с 1762 — француз Ж. Оливье, с 1779 — А. Лойка и Г. Петинетти ). В репертуар вошли балеты А. Путини, опера Д. Пайзиелло, Я. Холланд, К. Глюк («Орфей и Эвридика») и другие.
В 1785 году была открыта драматическая школа для крепостных под руководством М. Вернера и  С. Закжевского. С 1786 года театр работал нерегулярно, а в 1791 году прекратил свою деятельность  .

### Известные актеры
- Даклярович — танцор.

## Репертуар
Первые переводы Урсулы Франциски Радзивилл были сделаны специально для несвижской сцены. А произведения французских драматургов ставились в Несвиже иногда раньше, чем в Варшаве и Петербурге .
Спектакли ставились на польском, итальянском, немецком и французском языках.
В репертуар театра вошли произведения, написанные самой Франциской Радзивилл, — комедии «Остроумная любовь» (1746), «Утешение в беде», «Золото в огне» и «В глазах рождается любовь» (1750), «Негодяй во власти» и «Судья, лишенный рассудка» (1751), «Любовь — великолепный мастер» (1752), драмы «Плод божественного промысла» (1746) и «Любовь — заинтересованный судья» (1747); трагедии «Судья, лишенный рассудка» (1748) и «Игра фортуны» (1750); оперы «Слепая любовь не думает о конце» и «Счастливая беда» (1752); Пьесы Мольера в ее переводе и обработке, «Смешные женщины» под названиями «Что видно, то не проходит» (1749) и «Врач поневоле» (1752), а также балеты - пантомимы.
Ставились также комедии Мольера («Маскарил» и «Сганарель», 1755; «Жорж Данден», 1757; и другие), Вольтер («Заира», 1757), С. Мытельский («Иосиф Патриарх»), В. Ржевуский  («Жолкевский» и «Владислав под Варной», 1761), итальянские и немецкие комические оперы и балеты.